# قنطريون عنبري
القنطريون العنبري أو التُّرُنْشَاه أوالتَّرْنُشَان أو حشيشة النور واسمه العلمي (باللاتينية: Centaurea cyanus)، ويُسمى أيضاً وردة الذرة، نوع نباتي ينتمي إلى جنس القنطريون من الفصيلة النجمية. اسمه الشائع ندى العنبر أو ترنشاه وهو نبات عشبي الجزء المستخدم منه جميع أجزاء النبات وتوجد في أزهارها الزرقاء مواد مطهرة وقابضة.
هذه النبتة تزرع في حقول الذرة. وأيضا سميت بالضمرة بالمنجل لأن لديها جذوع قاسية جدا، وتزدهر النبتة في أواخر الربيع حتى يحصدوا الذرة.

## معرض صور

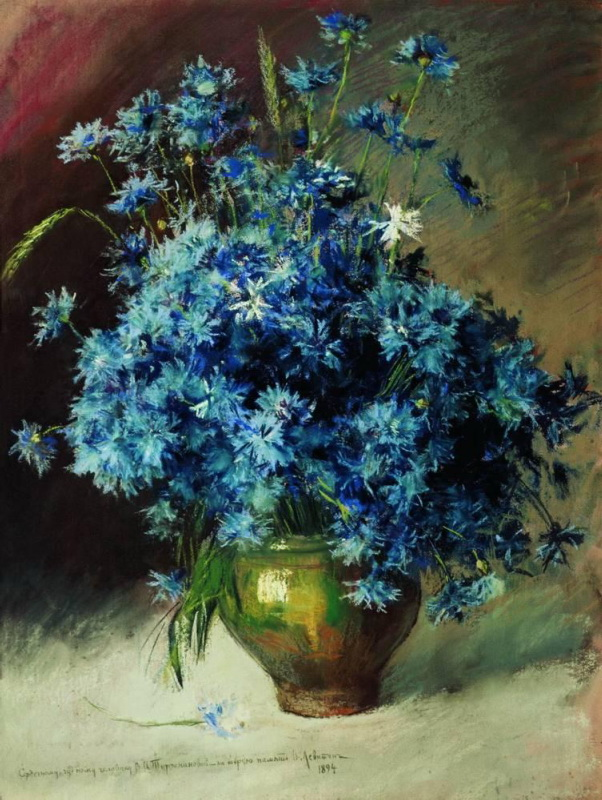
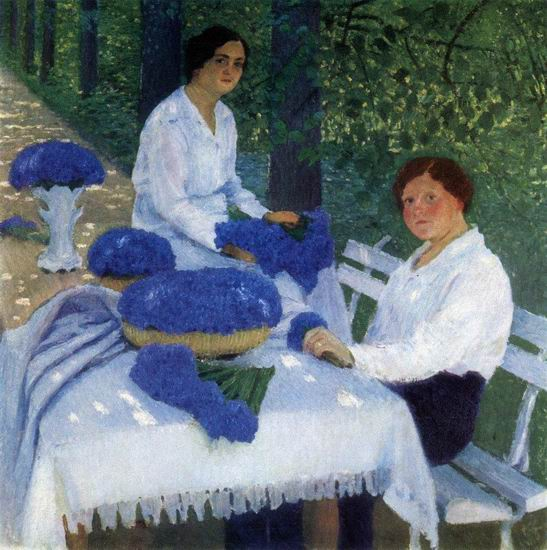
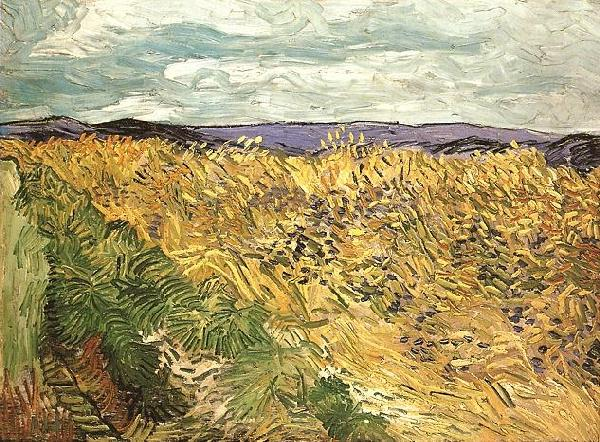
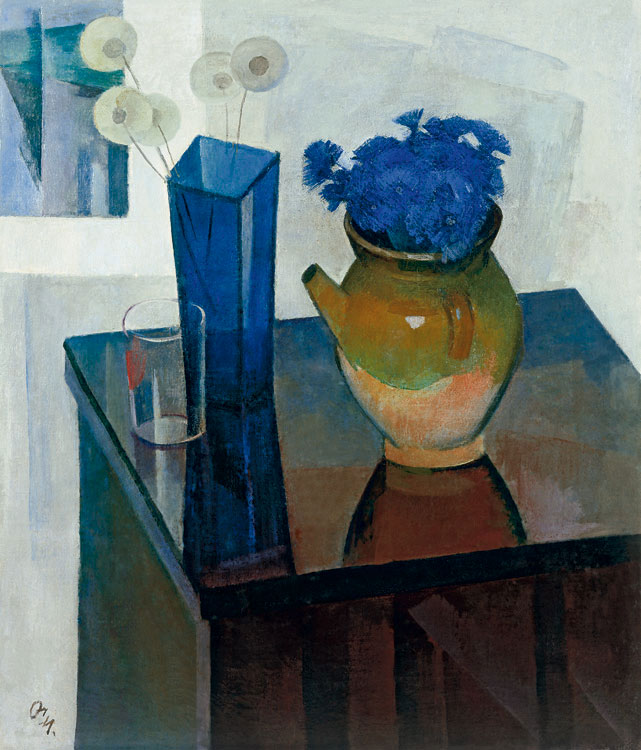